# Industria energetică în Grecia
Producția de energie în Grecia este dominată de Corporația Electrică de Stat (cunoscută mai ales prin acronimul ΔΕΗ sau în engleză DEI). În 2009, DEI a furnizat 85,6% din toată cererea de energie electrică în Grecia  procentajul a scăzut la 77,3% în 2010. Aproape jumătate (48%) din producția de energie a DEI este generată folosind lignit, suferind o scădere de la 51,6% în 2009.
12% din energia electrică din Grecia provine de la centralele hidroelectrice  și alte 20% din gazele naturale. Între 2009 și 2010, producția de energie a companiilor independente a crescut cu 56%, de la 2.709 Gwh în 2009 la 4.232 GWh în 2010.
În conformitate cu Directiva Comisiei Europene privind energia din surse regenerabile, Grecia dorește să producă până în 2020 un procent de 18% din energia sa totală din surse regenerabile. În 2015, conform ΑΔΜΗΕ, mai mult de 20% din energia electrică din Grecia a fost produsă din surse regenerabile de energie și hidrocentrale. Acest procent a atins în aprilie 50%. Aceeași tendință s-a păstrat și în anul 2016.
Potrivit operatorului grec de energie electrică (LAGIE), capacitatea totală instalată în sistemul interconectat grec la sfârșitul anului 2016 a constituit aproape 16.615 MW, incluzând 3.912 MW lignit, 4.658 MW gaz natural, 3.173 MW hidrocentrale mari și 4.873 MW RES.
În prezent, Grecia nu dispune de centrale nucleare în funcțiune, însă în 2009 Academia din Atena a sugerat că va începe cercetările în ceea ce privește posibilitatea lansării centralelor nucleare din Grecia.